# Đường tỉnh 562
Đường tỉnh 562 hay tỉnh lộ 562, viết tắt ĐT562 hay TL562, là đường tỉnh ở huyện Bố Trạch tỉnh Quảng Bình .
ĐT562 bắt đầu từ Quốc lộ 15A, thị trấn Phong Nha 17°36′39″B 106°18′58″Đ / 17,61083°B 106,31611°Đ. Đường đi hướng tây nam, đến xã Thượng Trạch tới Cửa khẩu Cà Roòng trên biên giới Việt Lào.
Đường tỉnh 562 trước đây gọi là Đường tỉnh 20 Quảng Bình, trong nhiều văn liệu gọi gọn là đường 20, và trong chiến tranh Việt Nam được gọi là "Đường 20 Quyết thắng" .